# Saweetie
Diamonté Harper, dite Saweetie, née le 2 juillet 1993 à Los Angeles, en Californie, est une chanteuse et rappeuse américaine. Elle sort son premier EP, High Maintenance, en mars 2018.

## Biographie
Saweetie est née d'un père afro-américain et d'une mère philippine. Elle grandit à Hayward, en Californie puis à Sacramento où elle est scolarisée. Elle commence à écrire de la musique à l'âge de quatorze ans et enregistre sa première chanson à l'âge de quinze ans. Elle s'inscrit à l'université d'État de San Diego puis à l'université de Californie du Sud où elle étudie la communication et les affaires.
Après avoir décroché son diplôme elle commence sa carrière musicale en postant sur son compte Instagram des vidéos de freestyle enregistrées dans sa voiture. L'une d'entre elles, reprise de My Neck, My Back (Lick It) (en) de Khia attire l'attention des internautes, ce qui la pousse à enregistrer une version studio. Celle-ci est publiée sous le titre Icy Grl,.
En 2020, elle joue un petit rôle dans la série Grown-ish.
En 2021 son single Best Friend (avec Doja Cat), atteint la 14e place du Billboard Hot 100.
En février 2018, elle fait la publicité de la marque de cosmétiques Fenty Beauty, que vient de lancer Rihanna, dans un spot télévisé diffusé lors du pic d’audience annuel américain, à savoir la mi-temps de la finale du championnat de football national, le Super Bowl LIII.

## Discographie

### Albums
- 2025 : Pretty Bitch Music

### EPs
- 2018 : High Maintenance (en)
- 2019 : Icy

### Singles
- 2017 : Icy Grl
- 2018 : Up Now (feat. London on da Track, G-Eazy et Rich the Kid)
- 2018 : Pissed
- 2019 : My Type
- 2020 : Tap In
- 2020 : Back To The Streets (feat. Jhené Aiko)
- 2021 : Best Friend (feat Doja Cat)
- 2021 : Fast (Motion)
- 2021 : Icy Chain
- 2022 : Closer (feat H.E.R.)
- 2022 : In My Face (feat Mozzy et 2 Chainz)
- 2022 : Don't Say Nothin
- 2023 : Shot O' Clock
- 2023 : Birthday (feat YG et Tyga)
- 2023 : Feels (feat Nissy)
- 2024 : Do it for the Bay (feat P-Lo)
- 2024 : Khutti (feat Diljit Dosanjh)
- 2024 : Richtivities
- 2024 : Nani
- 2024 : GPP (feat Liana Banks)
- 2024 : My Best
- 2024 : Rock Your Hips (feat 310babii)
- 2024 : Is It The Way

### Apparitions
- 2017 : Zaytoven & Saweetie - Expensive
- 2018 : Dua Lipa feat. Saweetie - IDGAF (remix)
- 2018 : Anne-Marie feat. Saweetie & Ms. Banks - 2002 (en) (remix)
- 2018 : David Guetta feat. Saweetie - I'm That Bitch
- 2018 : Quavo feat. Saweetie - Give It to Em
- 2018 : Four of Diamonds feat. Saweetie - Stupid Things
- 2018 : RIRI feat. Saweetie - Patience
- 2018 : Zak Abel feat. Saweetie - You Come First
- 2018 : Glowie feat. Saweetie - Body
- 2019 : Kid Ink feat. Lil Wayne & Saweetie - YUSO
- 2019 : Loren Gray feat. Saweetie - Can't Do It
- 2019 : Sabrina Carpenter feat. Saweetie - I Can't Stop Me
- 2019 : Quavo feat. Saweetie - Too Much Shaft
- 2019 : Hit-Boy feat. Saweetie - No L's
- 2019 : City Girls & Saweetie feat. DJ Durel - Come On
- 2019 : Yellow Claw feat. Saweetie, Inna & Jenn Morel - Baila Conmigo
- 2020 : Saweetie et Galxara - Sway With Me (pour Birds of Prey)
- 2020 : Ava Max feat. Lauv & Saweetie - Kings & Queens, Pt. 2
- 2021 : Gwen Stefani feat. Saweetie - Slow Clap
- 2021 : Demi Lovato (ft. Saweetie) - My Girlfriends are my Boyfriend
- 2021 : Confetti, (Avec. Little Mix).
- 2021 : Joel Corry et Jax Jones featuring Charli XCX et Saweetie - Out Out
- 2021 : Hoops (pour Space Jam)
- 2021 : Handstand avec French Montana et Doja Cat
- 2021 : Faking Love de Anitta
- 2022 : One Night Ting feat. Saweetie
- 2022 : Baby Boo de Muni Long et Saweetie
- 2024 : All Night de IVE feat. Saweetie
- 2024 : Proclivities de LL Cool J feat. Saweetie
- 2024 : immaculate de Shygirl feat. Saweetie

### Vidéos
- 2017 : Icy Grl
- 2017 : Focus
- 2018 : Anti
- 2018 : B.A.N.
- 2018 : Icy Grl (Bae Mix) (featuring Kehlani)
- 2018 : Good Good
- 2018 : Up Now (avec London on da Track featuring G-Eazy et Rich the Kid)
- 2018 : Stupid Things (Four of Diamonds featuring Saweetie)
- 2018 : Pissed
- 2019 : You Come First (Zak Abel featuring Saweetie)
- 2019 : YUSO (Kid Ink featuring Lil Wayne & Saweetie)
- 2019 : Emotional (featuring Quavo)
- 2019 : My Type
- 2020 : Tap In
- 2020 : Tap In (Remix) (featuring Dababy, Post Malone et Jack Harlow)
- 2020 : Back to the Streets (feat Jhené Aiko) .
- 2020 : Best Friend (featuring Doja Cat)
- 2021 : Confetti, (Featuring Little Mix).
- 2021 : Risky (feat.Drakeo the Ruler).
- 2021 : Fast ( Motion) [ Official Music Vidéo ]
- 2022 : Closer (feat H.E.R)[Official Music Video]

## Filmographie

### Télévision
Séries télévisées
- 2021 : Grown-ish de Kenya Barris : Indigo (saison 3)
- 2023 : Bel-Air de Andy Borowitz et Susan Borowitz : elle-même (saison 2, épisode 1)

Émissions télévisées
- 2020 : The Eric Andre Show (saison 5, épisode 2)
- 2020 : Wild 'n Out (saison 14, épisode 9)
- 2021 : Cooking with Paris (saison 1, épisode 2)
- 2021 : Nickelodeon Unfiltered (épisode Poppin' Star & Rockin' Roaches!)
- 2021 : Saturday Night Live
- 2021 : Sex : Unzipped
- 2021 : Respectfully Justin
- 2023 : Selling Sunset (saison 6, épisode 9)
- 2023 : That's My Jam
- 2024 : The Voice : coach invitée
- 2024 : Dinner Time Live with David Chang (épisode The Epic Combos Menu)

### Cinéma
Longs métrages
- 2025 : Idiotka de Nastasya Popov : Candy